# Beslutsträd
Ett beslutsträd är ett beslutsstödsverktyg som använder en trädliknande modell av beslut och beslutens möjliga konsekvenser, inklusive eventuella händelseresultat, resurskostnader och nytta. Det är ett sätt att visa en algoritm som bara innehåller villkorliga kontroller.
Beslutsträd används ofta i operationsanalys, särskilt i beslutsanalys, för att hjälpa till att identifiera en strategi som är mest sannolik att nå ett mål. beslutsträdsinlärning(en) är också ett populärt verktyg för maskininlärning.